# Linconia ericoides
Linconia ericoides är en tvåhjärtbladig växtart som beskrevs av E.G.H. Oliver. Linconia ericoides ingår i släktet Linconia och familjen Bruniaceae. Inga underarter finns listade.